# محمد نادری (بازیگر)
محمدرضا پورنادری (زادهٔ ۱۰ تیر ۱۳۵۷) بازیگر، نویسنده‌، مجری و صداپیشهٔ ایرانی است. عمده شهرت او با ایفای نقش در مجموعهٔ تلویزیونی شمعدونی کسب شد. او بعد از آن با حضور در مجموعهٔ تلویزیونی دورهمی به شهرت چشمگیری دست یافت.

## زندگی‌نامه
محمد نادری اصالتاً اهل اردبیل و پسرعموی اتابک نادری است. او با بازی در نقش اول مجموعهٔ شمعدونی به عنوان اولین کار تلویزیونی‌اش و همچنین ایفای نقش در مجموعهٔ دورهمی مشهور شد. نادری یکی از خالقان شخصیت محبوب «جناب‌خان» به‌شمار می‌رود.

## فیلم‌شناسی

### تلویزیونی

#### برنامه‌ها
| برنامه‌های تلویزیونی | برنامه‌های تلویزیونی       | برنامه‌های تلویزیونی | برنامه‌های تلویزیونی | برنامه‌های تلویزیونی |
| سال                 | نام                       | کارگردان            | سِمَت                 | پخش                 |
| ------------------- | ------------------------- | ------------------- | ------------------- | ------------------- |
| ۱۳۹۸                | بی کرایه                  | معین باب‌الحوائجی    | مجری                | شبکه نسیم           |
| ۱۳۹۶                | عشق سفر (مستند تلویزیونی) | هادی زارعی          | بازیگر              | شبکه سه             |
| ۱۴۰۱–۱۳۹۵           | خندوانه                   | رامبد جوان          | کمدین               | شبکه نسیم           |
| ۱۳۹۵–۱۳۹۴           | دورهمی                    | مهران مدیری         | بازیگر              | شبکه نسیم           |

#### مجموعه‌ها
| مجموعه‌های تلویزیونی | مجموعه‌های تلویزیونی | مجموعه‌های تلویزیونی | مجموعه‌های تلویزیونی | مجموعه‌های تلویزیونی |
| سال                 | نام مجموعه          | کارگردان            | سِمت                 | پخش                 |
| ------------------- | ------------------- | ------------------- | ------------------- | ------------------- |
| ۱۴۰۴                | قول مردونه          | قربانعلی طاهرفر     | بازیگر              | شبکه سه             |
| ۱۴۰۳                | ذهن زیبا            | سیدمحمدرضا خردمندان | بازیگر              | شبکه یک             |
| ۱۴۰۱                | تازه‌وارد            | میلاد محمدی         | بازیگر              | شبکه سه             |
| ۱۴۰۰                | خودخواسته           | علیرضا بذرافشان     | بازیگر              | شبکه یک             |
| ۱۳۹۸                | دنگ و فنگ روزگار    | جواد مزدآبادی       | بازیگر              | شبکه یک             |
| ۱۳۹۶                | افسانهٔ هزارپایان    | شهاب عباسی          | بازیگر              | شبکه نسیم           |
| ۱۳۹۶                | لیسانسه‌ها ۲         | سروش صحت            | بازیگر مهمان        | شبکه سه             |
| ۱۳۹۴                | شمعدونی             | سروش صحت            | بازیگر              | شبکه سه             |
| ۱۳۹۴                | فوق سری             | مهدی فخیم‌زاده       | صداپیشه             | شبکه یک             |
| ۱۳۹۴                | معمای شاه           | محمدرضا ورزی        | بازیگر مهمان        | شبکه یک             |
| ۱۳۹۳                | کوچه مروارید        | سعید سالارزهی       | صداپیشه             | شبکه نمایش خانگی    |

## نمایش خانگی
| سال       | نام سریال                 | کارگردان         |
| --------- | ------------------------- | ---------------- |
| ۱۴۰۳      | رینگو                     | سعید پاک         |
| ۱۴۰۲      | سایه باز                  | علی یاور         |
| ۱۴۰۲      | تی‌ان‌تی                    | حامد آهنگی       |
| ۱۴۰۲      | مگه تموم عمر چند تا بهاره | سروش صحت         |
| ۱۴۰۰      | شب‌های مافیا               | سعید ابوطالب     |
| ۱۳۹۹–۱۴۰۰ | اسپینجر                   | علیرضا کریم زاده |

## تله فیلم‌ها
| سال  | نام سریال                    | کارگردان      |
| ---- | ---------------------------- | ------------- |
| ۱۳۹۹ | شاید زندگی                   | علی برجی      |
| ۱۳۹۰ | آبروی از دست رفته آقای صادقی | آیدا پناهنده  |
| ۱۳۸۹ | شکار                         | سعید سالارزهی |

## سینمایی
| سال  | نام سریال  | کارگردان        |
| ---- | ---------- | --------------- |
| ۱۳۹۹ | صحنه زنی   | علیرضا صمدی     |
| ۱۳۹۷ | پاستاریونی | سهیل موفق       |
| ۱۳۹۶ | هزارپا     | ابوالحسن داوودی |

## تئاتر
- گالیله (کارگردان: شهاب حسین پور)، تئاتر شهر، سالن اصلی- بهار ۱۴۰۳
- قصه ی ترانه های ماندگار (کارگردان: سید جلال الدین دری)، کاخ سعدآباد، ایوان عطار - شهریور و مهر ۱۴۰۲
- طوفان (کارگردان: مصطفی کوشکی)، تماشاخانه ایرانشهر - بهمن و اسفند ۱۴۰۰
- اسم (کارگردان: رضا جاویدی)، پردیس تئاتر شهرزاد - اسفند ۱۳۹۸
- سقوط در کوه مورگان (کارگردان: منیژه محامدی)، تئاتر شهر، تالار قشقایی - دی ۱۳۹۸
- گریز از مرکز (کارگردان: احسان اکبرنژاد)، تماشاخانه سپند - آبان ۱۳۹۸
- سه کیلو ۲۵۰ گرم (کارگردان: محسن نجارحسینی)، عمارت نوفل لوشاتو - مهر و آبان ۱۳۹۸
- بلافیگورا (کارگردان: سعید دشتی)، پردیس تئاتر شهرزاد - اردیبهشت و خرداد ۱۳۹۷
- مرثیه‌ای برای یک دراکولا (کارگردان: علی رزازیان) - دی و بهمن ۱۳۹۶
- شیوه به قداست رساندن یک اعتراف کننده نامعتبر (کارگردان: آرش واحدی) - آبان و آذر ۱۳۹۶
- طپانچه خانم (کارگردان: شهاب‌الدین حسین‌پور) - آبان ۱۳۹۵–مهر و آبان ۱۳۹۶
- پالت (کارگردان: محمد حاتمی)، تماشاخانه ایرانشهر - خرداد و تیر ۱۳۹۶
- حادثه در ویشی (کارگردان: منیژه محامدی)، تماشاخانه ایرانشهر - دی ۱۳۹۵
- پینوکیو (کارگردان: شهره سلطانی) - مرداد و شهریور ۱۳۹۴
- پس از سقوط (کارگردان: منیژه محامدی) - ۱۳۹۱
- آمادئوس (کارگردان: منیژه محامدی) - ۱۳۸۸
- دوازده (کارگردان: منیژه محامدی) - ۱۳۸۸

## فیلم‌نامه‌نویسی
- نمایش دپوتات (به عنوان دراماتورژ، کارگردان: اتابک نادری) – ۱۳۹۵
- مجموعهٔ نمایش خانگی کوچهٔ مروارید (کارگردان: سعید سالارزهی) – ۱۳۹۳

## خندوانه

### مسابقه ادابازی
وی در مسابقه ادابازی برنامه تلویزیونی خندوانه در فصل ششم، با هم تیمی‌اش امیر کاظمی در تیم بصل‌النخاع در این مسابقه به فینال رسیدند و در فینال با پیروزی برابر تیم ضدضرب با بازیکنانی همچون باربد بابایی و مهدی یغمایی به مقام قهرمانی در سومین دوره مسابقه ادابازی دست یافته‌اند.

### مسابقه قاتی بازی
وی در برنامه خندوانه در پنجشنبه شب ۱۶تیرماه با همراهی کامران تفتی با اسم تیمی قد و بالا به فینال مسابقه قاتی بازی برنامه تلویزیونی خندوانه راه یافت و در شب ۲۴ تیرماه به همراه کامران تفتی با پیروزی برابر تیم پیروجونای رنج کشیده با بازی محمد زیکساری و حسام محمودی قهرمان مسابقه قاتی بازی شد.